# 卡林久尔
卡林久尔（Kalinjur），是印度泰米尔纳德邦Vellore县的一个城镇。总人口16918（2001年）。

## 人口
该地2001年总人口16918人，其中男性8385人，女性8533人；0—6岁人口1915人，其中男976人，女939人；识字率73.43%，其中男性为79.70%，女性为67.27%。